# Meni
Meni (Menej, nebo též řecky Menés) byl egyptský mytický faraon, který žil zhruba kolem roku 3 000 př. n. l. Podle egyptských mýtů byl Egypt rozdělen na dvě království: Horní a Dolní, a hornoegyptský král Meni sjednotil obě země pod jednu vládu.
Poté, co obě království sjednotil, založil na hranici mezi nimi nové město, Mennofer, které se stalo prvním hlavním městem sjednoceného Egypta. Meni byl také jako první panovník sjednocené země zakladatelem první dynastie.
Podle legendy měl krále po zhruba 60 letech vlády rozsápat hroch ve vodách Nilu. Taková smrt mu ovšem měla podle egyptské mytologie zajistit nesmrtelnost.

## Historicita
Egyptologové však zatím nenašli žádné důkazy toho, že by kdy žil panovník tohoto jména. O Menim hovoří jen tzv. Nebtyjské symboly na Fivefoldské desce a dále kněz Manehto (3. století př. n. l.), který v ptolemaiovské, tedy časově značně vzdálené době sepsal dějiny Egypta a jehož rozčlenění panovníků do 30 dynastií je takřka beze změn používáno dodnes. Manehto však ve své práci použil pořečtěnou podobu jeho jména.
Nalezené důkazy navíc hovoří, že ve skutečnosti žádné Dolní Království neexistovalo, pouze to Horní. V předdynastickém období šel vývoj jak v horní, tak i dolní části země rozdílným tempem a skutečně jednotné státní zřízení bylo zatím prokázáno jen v Horním Egyptě. Dolní Egypt měl buď mnohem méně centralizovanou podobu vlády, nebo byl dokonce jen uskupením několika menších celků, které spolu koexistovaly.
V roce 1897 objevil Jacques de Morgan v Nakádě hrobku, o níž byl přesvědčený, že je místem Meniho posledního odpočinku, a to zejména pro své velkorysé rozměry (půdorys – 54x27 m). Posléze se ukázalo, že šlo o hrobku královny Neithotep. 
S postavou sjednotitele je to poněkud jednodušší. Podle nálezu tzv. Narmerovy palety to byl panovník Narmer z 0. dynastie (panovníci vládnoucí před sjednocením země), který si z Horního Egypta vojensky podmanil Dolní Egypt. Narmer je na oné paletě vyobrazen s hornoegyptskou korunou na jedné straně a s dolnoegyptskou korunou na straně druhé, jejichž spojením následně vznikla koruna sjednoceného Egypta (viz obrázky níže). Paletu navíc dále zdobí vojenské výjevy a zobrazení zajatců. Obojí napovídá, že Narmer dobyl a ke svému území vojensky připojil Dolní Egypt. Z tohoto nálezu by se dalo soudit, že Narmer je tím mytickým panovníkem-sjednotitelem. Mohlo to být Meniho druhé jméno, zachované jen v ústní podobě a zaznamenané až později do královských seznamů, které kněz Manehto přepsal do svého díla.
Narmerovým nástupcem (a snad i synem) byl Hor-Aha, který je prvním panovníkem 1. dynastie a kterému je egyptology připisováno založení města Mennofer. Z tohoto hlediska by se dalo říci, že sice jeho předchůdce dobyl dolní část země, ale až Aha vytvořil z dobytého a sjednoceného území skutečný stát. Takže by to také mohl být Hor-Aha, kdo je oním bájným Menim, jenž byl podle Egypťanů zakladatelem Mennoferu.
Poslední teorií ohledně skutečné totožnosti Meniho je možnost, že Meni je mytickým splynutím obou výše zmíněných panovníků, z nichž jeden připojil k Hornímu království to Dolní vojensky a druhý administrativně.

## Galerie

Koruna Horního Egypta „Hedžet“
Koruna Dolního Egypta „Dešret“
Koruna Dvou zemí „Pšent“
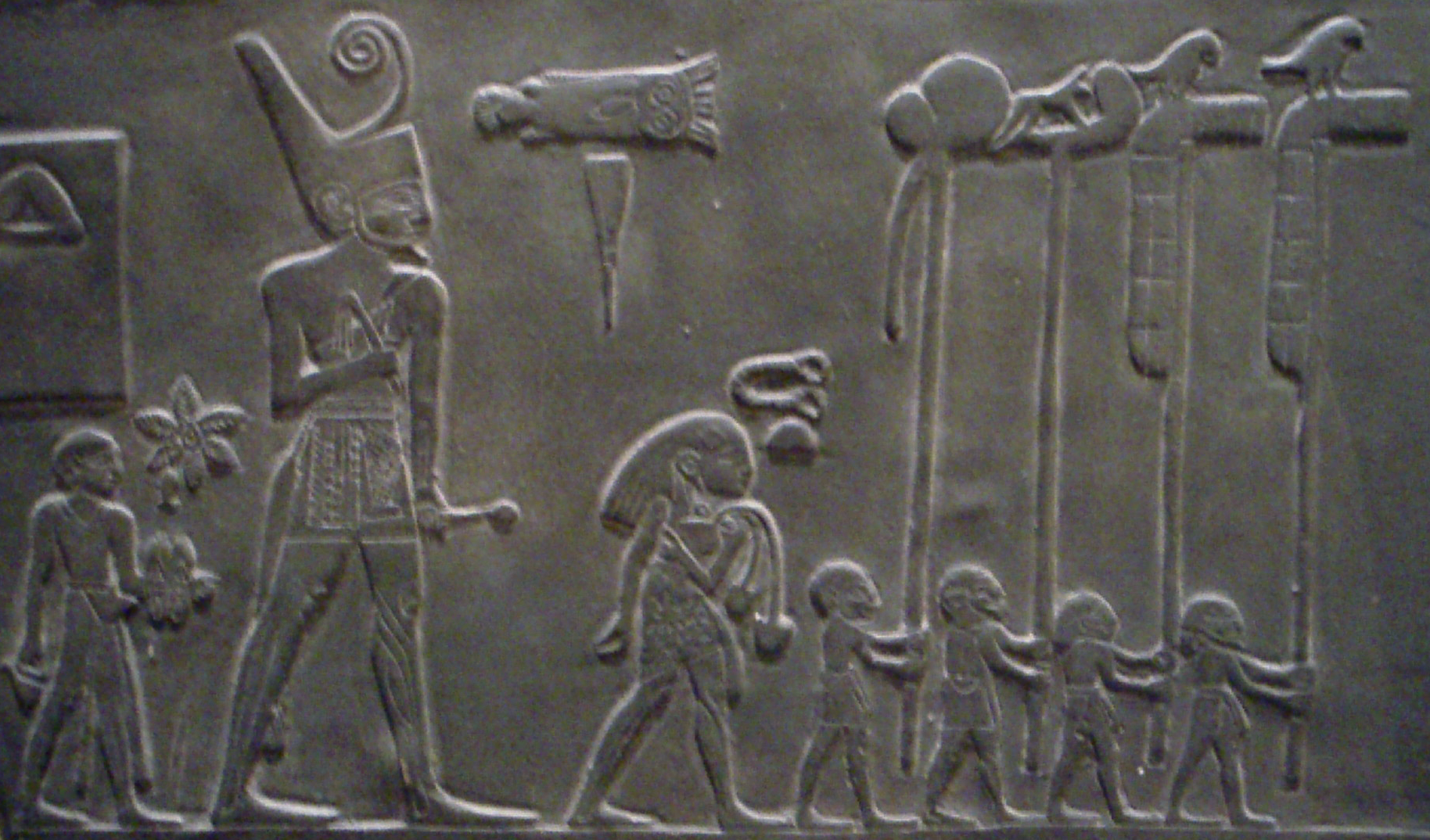
Vyobrazení Narmera na přední straně palety
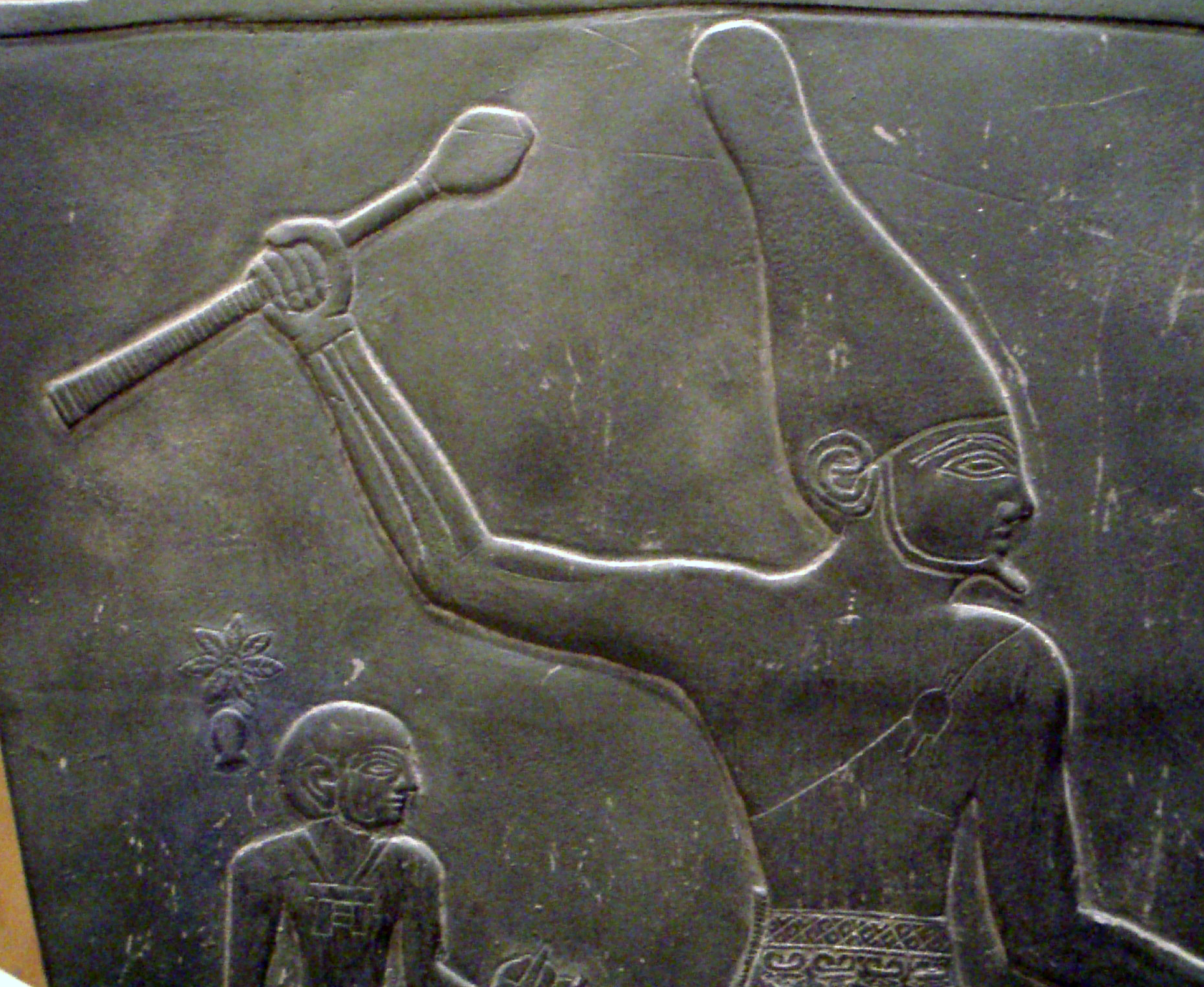
Vyobrazení Narmera na zadní straně palety